# Victor-Amédée Ier de Savoie-Carignan
Victor-Amédée Ier de Savoie, né le 1er mars 1690 à Turin et mort à Paris le 4 avril 1741, fut prince de Carignan de 1709 à 1741.

## Biographie
Victor-Amédée est le fils d'Emmanuel-Philibert de Savoie, prince de Carignan, et d'Angélique-Catherine d'Este.
Intronisé chevalier de l'Annonciade en 1696, il épouse à Moncalieri, le 7 novembre 1714, sa cousine germaine, Marie-Victoire de Savoie (1690-1766), fille légitimée en 1701 de Victor-Amédée II de Savoie, roi de Sardaigne et de Jeanne-Baptiste d'Albert de Luynes, comtesse de Verrue. De cette union naquirent :
- Joseph-Victor-Amédée, né le 11 mai 1716 et décédé le 28 octobre 1716 (à l’âge de 5 mois).
- Anne-Thérèse (1717- 5 avril 1745), mariée le 6 novembre 1741 à Charles de Rohan (1715-1787), 3e prince de Soubise.
- Louis-Victor (25 septembre 1721-16 décembre 1778), prince de Carignan.
- Victor-Amédée (16 juin 1722, mort jeune).
- Victoire, née en 1729 et décédée le 24 mars 1729.

Son beau-père lui témoigna son affection mais finit par le priver en 1717 de ses 400 000 livres de rentes en raison de dépenses excessives. C'est alors qu'il s'enfuit en France vers la fin de l'année 1718 afin de prendre possession de ses autres héritages.
S'il cède à Jean-François Leriget de La Faye le château de Condé (confisqué à sa famille par Louis XIV) dès le 6 mars 1719, il s'établit entre-temps à l'hôtel de Soissons et y installe dans les jardins, en 1720, la Bourse de Paris.  
Féru d'Opéra, Victor-Amédée Ier de Savoie-Carignan est nommé en 1727 intendant des Menus-Plaisirs par Louis XV dont il obtient la longue disgrâce d'Alexandre Jean Joseph Le Riche de La Popelinière qu'il avait surpris en compagnie de sa maîtresse attitrée, Marie Antier.
Il fut aussi l'amant de la fameuse comédienne La Barberina.
Il meurt totalement ruiné le 4 avril 1741 en son hôtel; sa veuve est alors obligée de vendre toutes ses collections ainsi que cet hôtel qui sera rasé en 1748; En 1755, la ville de Paris devient la seule propriétaire du lieu en vue d'y édifier une halle au blé.